# UH Appenzell
Der UH Appenzell ist ein Unihockeyclub aus der gleichnamigen Schweizer Ortschaft Appenzell. Die Damenmannschaft spielt in der Nationalliga B. Die Herrenmannschaft spielt in der 1. Liga.

## Geschichte

### Gründung
Der Verein wurde am 14. Januar 1994 gegründet und nahm in der Saison 1994/95 erstmals an der Schweizer Unihockeymeisterschaft teil. Im Jahr 2019 zählte der Verein 300 Mitglieder und stellte in der Saison 2019/20 15 Mannschaften verteilt auf verschiedene Ligen und Juniorenklassen.

### Damen
In den beiden Jahren 2009 und 2011 konnten die A-Juniorinnen den Schweizermeistertitel feiern. Nach dem Aufstieg der U21 Juniorinnen in die Stärkeklasse A im Jahre 2013 wurde erstmals eine Grossfeld Damenmannschaft an den Spielbetrieb angemeldet.
Bereits in der ersten Saison 2013/14 gelang der Aufstieg in die 1. Liga.

#### Aufstieg in die Nationalliga
Nach vier Jahren in der 1. Liga und einer erfolgreichen Saison 2017/18 gelang den Damen der Aufstieg in die Nationalliga B. Durch die Aufstockung der Nationalliga B von acht auf zehn Vereine genügte der Gruppensieg in der 1. Liga Grossfeld.
In ihrer ersten Saison (2018/19) erreichten die Damen sogleich die Playoffs, wo sie erst im Halbfinale gegen den späteren Aufsteiger Sportiva Unihockey Mendrisiotto ausschieden.
Auch in ihrer zweiten Saison (2019/20) gelang der Mannschaft die Playoffs-Qualifikation. In den Playoffs verloren sie im Viertel- und im Halbfinale kein Spiel und qualifizierten sich so für die Finalspiele gegen die Floorball Riders. Aufgrund des Coronavirus wurde die Saison vorzeitig beendet und der Titel des NLB-Meisters nicht vergeben.

### Herren
In der Saison 2000/01 nahm erstmals ein Herrenteam an Grossfeld Spielbetrieb teil.
Im Jahre 2013/14 konnten die Herren den Gruppensieg in der 3. Liga feiern. Zwei Jahre später folgte dann der Aufstieg in die 2. Liga Grossfeld. 
In der Spielzeit 2021/2022 konnten die Herren den Gruppensieg in der 2. Liga feiern. In den Aufstiegsplayoffs besiegte man die White Indians Inwil-Baar mit einem Gesamtscore von 2:1 Siegen (Best-of 3) sowie Unihockey Fricktal mit einem Gesamtscore von 3:1 (Best-of 5). In der ersten Saison spielten die Herren bis zum Schluss um einen Playoff-Platz mit, verpassten diesen jedoch knapp und belegten am Ende den 9. Platz der Gruppe. 